# Harry Stradling Jr.
Harry Stradling Jr. (New York, 7 gennaio 1925 – Los Angeles, 17 ottobre 2017) è stato un direttore della fotografia statunitense.

## Biografia
È figlio di Harry Stradling Sr., a sua volta direttore della fotografia (due volte vincitore dell'Oscar alla migliore fotografia, nel 1946 per Il ritratto di Dorian Gray e nel 1965 per My Fair Lady).

## Riconoscimenti
- Oscar alla migliore fotografia
  - 1973: candidato - 1776
  - 1974: candidato - Come eravamo

## Filmografia parziale
- Il dito più veloce del West (Support Your Local Sheriff!), regia di Burt Kennedy (1969)
- Appuntamento per una vendetta (Young Billy Young), regia di Burt Kennedy (1969)
- Uomini e cobra (There Was a Crooked Man...), regia di Joseph L. Mankiewicz (1970)
- Dingus, quello sporco individuo (Dirty Dingus Magee), regia di Burt Kennedy (1970)
- Il piccolo grande uomo (Little Big Man), regia di Arthur Penn (1970)
- Ti combino qualcosa di grosso (Something Big), regia di Andrew V. McLaglen (1971)
- L'infallibile pistolero strabico (Support Your Local Gunfighter), regia di Burt Kennedy (1971)
- 1776, regia di Peter H. Hunt (1972)
- Il pirata dell'aria (Skyjacked), regia di John Guillermin (1972)
- L'uomo che amò Gatta Danzante (The Man Who Loved Cat Dancing), regia di Richard C. Sarafian (1973)
- Come eravamo (The Way We Were), regia di Sydney Pollack (1973)
- È una sporca faccenda, tenente Parker! (McQ), regia di John Sturges (1974)
- Stringi i denti e vai! (Bite the Bullet), regia di Richard Brooks (1975)
- Uccidete Mister Mitchell (Mitchell), regia di Andrew V. McLaglen (1975)
- Torna "El Grinta" (Rooster Cogburn), regia di Stuart Millar (1975)
- La battaglia di Midway (Midway), regia di Jack Smight (1976)
- Vittorie perdute (Go Tell the Spartans), regia di Ted Post (1978)
- Convoy - Trincea d'asfalto (Convoy), regia di Sam Peckinpah (1978)
- Profezia (Prophecy), regia di John Frankenheimer (1979)
- S.O.B., regia di Blake Edwards (1981)
- Buddy Buddy, regia di Billy Wilder (1981)
- Micki e Maude (Micki + Maude), regia di Blake Edwards (1984)
- Un bel pasticcio! (A Fine Mess), regia di Blake Edwards (1986)
- Appuntamento al buio (Blind Date), regia di Blake Edwards (1987)
- Due palle in buca (Caddyshack II), regia di Allan Arkush (1988)